# Las Heras (Santa Cruz)
Las Heras is een plaats in het Argentijnse bestuurlijke gebied Deseado in de provincie Santa Cruz (provincie). De plaats telt 10.688 inwoners.